# Marie Charles Clair Louis François de La Chevardière de La Grandville
Marie Charles Clair Louis François de La Chevardière de La Grandville, né le 12 août 1768 à Botassart, à Bouillon (actuelle Belgique) et mort le 31 décembre 1838 à Charleville-Mézières, est un militaire puis un homme politique français, député des Ardennes.

## Biographie

### Origine et carrière militaire
Il est issu d'une famille de la noblesse ardennaise, les La Chevardière de La Grandville, dont les hommes faisaient traditionnellement une carrière dans les armes, et ont été pour certains officiers au sein du régiment de la Reine ou des gardes du corps du roi. Son père, Antoine François César de La Chevardière de La Grandville, était capitaine au régiment de la Reine. Cette famille était propriétaire depuis plusieurs générations d'un château à La Grandville. Mais en 1766, deux ans avant sa naissance, ce château est détruit par un incendie, et il est né de ce fait au château de Botassart, dominant le Tombeau du Géant dans la vallée de la Semois, une propriété, cette fois, de la famille de sa mère,  Marie Thérèse Ernestine de Lamock de Botassart-Sohier.  
Il étudie à l'École militaire et y côtoie notamment en 1785, parmi les autres élèves, Napoléon Bonaparte, d'un an plus jeune que lui,. L'empereur, a-t-il dit « se souvint à diverses reprises que j'avais été à l'École militaire avec lui ; mais bien servir mon roi a toujours été mon premier désir. ». Il est élève sous-lieutenant à l'école royale du génie de Mézières le 1er janvier 1786, et devient lieutenant le 1er janvier 1788.
Survient la Révolution de 1789. Il émigre le 1er juillet 1791, après la fuite manquée de Louis XVI et son arrestation à Varennes. Il est fait capitaine dans l'Armée des Princes le 1er juin 1792. Il se met ensuite au service de la Hollande où il devient, le 19 mai 1793 aide-quartier maître général, puis major des sapeurs en juin 1795 et colonel du génie en avril 1799. Jusqu'en 1802, il appartient à l'état-major du prince d'Orange, avant de revenir s'établir dans les Ardennes, son pays natal.
Sous la Première Restauration, il réintègre le corps du génie dans l'armée française, avec le grade de chef de bataillon. Lors des Cent-Jours, il préfère « s'exposer aux persécutions » plutôt que d'accepter un grade de l'empereur, et il suit ainsi le roi Louis XVIII à Gand. Il est nommé lieutenant-colonel le 23 juin 1824, et est mis à la retraite à sa demande.

### Carrière politique
Revenu en France dès le Consulat, il contracte « un mariage avantageux » le 19 avril 1808, en épousant à Sainte-Marie-sous-Bourcq Marie-Joséphine de Villiers de Baillas,. Il commence alors une carrière politique par un mandat local en devenant conseiller général des Ardennes. Il fait reconstruire le château de La Grandville, en maçonnerie de moellons, extraits des carrières locales, rehaussée de pierres appareillées pour les encadrements des ouvertures.
Sous la Seconde Restauration, il est candidat des royalistes à la Chambre des députés, aux élections législatives françaises de 1824. Il est élu, le 25 février 1824, dans le 2e arrondissement (Rethel) de ce département des Ardennes par 153 voix, contre 100 à René-Louis-Victor de La Tour du Pin, un ex-militaire comme lui et un ultraroyaliste, marié à la princesse Honorine de Monaco. 
Il se montre fidèle à la majorité royaliste modérée et aux intérêts du ministère. Il obtient d'ailleurs, semble-t-il, quelques faveurs en récompense de cette fidélité. « Depuis qu'il a l'honneur de siéger au centre, et d'avoir été décoré au sacre, il a reçu de l'activité à Givet. Son frère, destitué comme lieutenant de roi à Rocroi, a repris ses fonctions ; sa belle-sœur a obtenu un entrepôt de tabacs, et un de ses neveux, qui servait dans les gardes, a été promu au grade de capitaine dans la ligne. Il nous est même revenu qu'un de ses cousins avait obtenu une place dans les forêts ».
Il ne parvient pas à renouveler son mandat de député aux élections législatives de 1827. Il décède le 31 décembre 1836 à Charleville, aujourd'hui Charleville-Mézières.